# Эндикотт, Джеймс
Джеймс Гарет Э́ндикотт (James Gareth Endicott; 1898 — 1993) — канадский священник, доктор теологии, магистр искусств, китаевед, социалист. Участник Движения сторонников мира. Председатель Комитета сторонников мира Канады. Председатель Комитета защиты мира в Торонто, затем председатель Национального конгресса сторонников мира. Лауреат Международной Сталинской премии «За укрепление мира между народами» 1952 года.

## Биография
Родился в 1898 году китайской провинции Сычуань, был третьим ребёнком в семье методистского миссионера Джеймса Эндикотта, позже ставшего медиатором Объединённой церкви Канады. В совершенстве владел китайским языком, 25 лет прожил в качестве католического миссионера в Китае. Семья вернулась в Канаду в 1910 году (сам Джеймс Гарет Эндикотт вернулся в Китай в 1925 году тоже как миссионер). Участвовал в Первой мировой войне в качестве рядового, после войны учился в колледже Виктория Университета Торонто, основал отделение Студенческого христианского движения в университете.
В Китае Эндикотт преподавал английский язык и этику в Сычуаньском университете. Во время борьбы с японскими оккупантами был советником Чан Кайши по социальным вопросам, одновременно являясь в 1944—1945 годах посредником между американской военной разведкой и коммунистической Народно-освободительной армией Китая.
Поначалу Эндикотт сравнивал Чан Кайши с Авраамом Линкольном, и его жену — с Еленой Троянской, Флоренс Найтингейл и Жанной д’Арк, но вскоре жёстко разочаровался в правящей чете, столкнувшись с коррумпированными гоминьдановскими чиновниками и офицерами китайской армии, у которых умирали от голода солдаты. В то же время, его впечатлила искренность китайских коммунистов, и он сдружился с Чжоу Эньлаем. Поэтому когда гражданская война в Китае возобновилась, Эндикотт встал на сторону Коммунистической партии Китая. По призыву Чжоу Эньлая он, уже находясь в конфликте с прогоминьдановской церковной иерархией и покинув свою миссию, прибыл в Шанхай, где начал издавать нелегальную газету, разоблачавшую режим Чан Кайши в глазах иностранцев как диктаторский и компрадорский.
В 1947 году Эндикотт вернулся в Канаду, где за свою поддержку китайской революции стал объектом травли со стороны СМИ, светских и церковных властей. Тем не менее, он продолжал выступать с прокоммунистическими лекциями и издавать «Канадский дальневосточный еженедельник», тираж которого доходил до 5000 экземпляров.
В 1949 году возглавил основанный им Канадский конгресс мира, а в 1957—1971 годах был президентом Международного института мира.
В КНР Эндикотт вернулся в 1952 году, в разгар Корейской войны, а после возвращения обвинил США в использовании химического и биологического оружия. Лидер канадских консерваторов Джордж Дрю назвал Эндикотта «шакалом коммунистов».
Эндикотт так и не вступил в Коммунистическую партию Канады, в которой (ещё в бытность её Рабоче-прогрессивной партией) состояли трое его детей. В 1941—1944 годах, живя в Торонто, он был членом социал-демократической Федерации кооперативного содружества и агитировал за неё на довыборах 1942 года; в 1948 году он подал запрос на восстановление в партии, но ему было отказано. Положение Эндикотта ухудшилось вследствие советско-китайского раскола: так как он, хоть и пытался сохранять нейтралитет, склонялся к маоизму, генсек канадской компартии Уильям Каштан попросил его уйти с должности председателя Канадского конгресса мира. После этого Эндикотт публично разорвал отношения с просоветским движением и основал общество «Канада—Китай».

## Награды
- Международная Сталинская премия «За укрепление мира между народами» (1952)